# Vendet
Vendet was een supermarktformule van Vendex International.
De formule werd in de jaren zestig opgericht en de filialen werden voornamelijk geopend in de nieuwe buitenwijken. Het waren winkels in de kleine en middelgrote steden, die minder geschikt waren om een echt warenhuis te vestigen.
In de Vendet-winkels werd een deel van het Vroom & Dreesmann-assortiment verkocht, bestaande uit een kwart voedings- en een driekwart niet-voedingsproducten. De Vendet-winkels waren gevestigd in onder andere Tilburg (1963), Den Haag (1965), Voorburg (geopend in 1963 ), Delft (1971), Utrecht (1971), Assen (1973), Hoogeveen 1974, Eindhoven (1974), Waalwijk (1975), Ede (1977), Valkenswaard (1977), Doetinchem (1980), Oosterhout, Hoogezand, Winschoten, Uden, Groningen en Nijmegen (1976).
Drachten kreeg de eerste Super Vendet. Dit was een supermarkt met meer dan 3000 vierkante meter in oppervlak.

## Verkoop
In 1983 werd bekend dat de keten werd omgebouwd tot Torro-supermarkten.